# NGC 4038
NGC 4038 — галактика в созвездии Ворон. Галактики NGC 4038 и NGC 4039 — пара взаимодействующих галактик, получившая название «Антенны».
В галактике вспыхнула сверхновая SN 2004gt типа Ib/c, её пиковая видимая звездная величина составила 14,9.
В галактике вспыхнула сверхновая SN 2013dk типа Ic, её пиковая видимая звездная величина составила 15,8.
В галактике вспыхнула сверхновая SN 1974E . Её пиковая видимая звёздная величина составила 14.
Галактика NGC 4038 входит в состав группы галактик NGC 4038. Помимо NGC 4038 в группу также входят ещё 25 галактик.